# Klingelscheuer
Klingelscheuer (lb. Kléngelscheier) – mała miejscowość (lieu-dit) w środkowym Luksemburgu, w kantonie Mersch, w gminie Lorentzweiler. Do 3 października 2015 miejscowość leżała w dystrykcie Luksemburg. Liczy ośmiu mieszkańców (31 grudnia 2022). 